# 14 tháng 11
Ngày 14 tháng 11 là ngày thứ 318 (319 trong năm nhuận) trong lịch Gregory. Còn 47 ngày trong năm.

## Sự kiện

### Thế kỷ 19
- 1851 – Truyện Moby Dick của Herman Melville được Harper & Brothers (New York) xuất bản ở Hoa Kỳ, sau khi được xuất bản lần đầu tiên vào ngày 18 tháng 10 năm 1851 do Richard Bentley (Luân Đôn).
- 1862 – Nội chiến Hoa Kỳ: Tổng thống Abraham Lincoln tán thành đề nghị của Tướng Ambrose Burnside để lấy thủ đô của các Tiểu bang Liên minh Hoa Kỳ ở Richmond, Virginia, dẫn đến Trận Fredericksburg.
- 1889 – Nữ nhà báo Nellie Bly (Elizabeth Cochrane) bắt đầu đi vòng quanh thế giới nội trong 80 ngày.

### Thế kỷ 20
- 1911 – Phi công Eugene Ely bay lên từ tàu lần đầu tiên ở Hampton Roads, Virginia. Ông bay lên từ boong tạm trên tàu tuần tiễu nhỏ USS Birmingham trong máy bay cánh quạt đẩy Curtiss.
- 1912 – Vua Serbia Petar I ra sắc lệnh lập nên Huân chương Dũng cảm tặng thưởng quân nhân trong Chiến tranh Balkan lần thứ nhất.[1]
- 1918 – Tiệp Khắc trở thành nước Cộng hòa.
- 1921 – Thành lập Đảng Cộng sản Tây Ban Nha.
- 1922 – Đài BBC bắt đầu phục vụ radio ở Vương quốc Anh.
- 1940 – Chiến tranh thế giới thứ hai: Thành phố Coventry (Anh) bị tàn phá do máy bay ném bom của Luftwaffe (Đức).
- 1941 – Chiến tranh thế giới thứ hai: Tàu sân bay HMS Ark Royal chìm sau bị tàu phóng lôi U 81 đánh vào ngày 13 tháng 11.
- 1964 – Đảng Tân Đại Việt, một nhánh của Đại Việt Quốc dân Đảng bắt đầu hoạt động
- 1965 – Chiến tranh Việt Nam: Binh lính Hoa Kỳ và Việt Nam Dân chủ Cộng hòa đánh nhau lần quan trọng đầu tiên trong Trận Ia Đrăng.
- 1969 – Chương trình Apollo: NASA phóng lên tàu Apollo 12, phi thuyền có người đến mặt Mặt Trăng lần thứ hai.

## Sinh
- 1889 – Jawaharlal Nehru. thủ tướng Ấn Độ
- 1917 - Park Chung-hee, tổng thống Hàn Quốc (m. 1979)
- 1931 – Lý Tòng Bá, tướng lĩnh Việt Nam Cộng hòa (m. 2015)
- 1948 - Charles III, Quốc vương của Vương quốc Liên hiệp Anh và Bắc Ireland và 14 vương quốc khác thuộc Khối Thịnh vượng chung
- 1954 – Condoleezza Rice, Bộ trưởng Ngoại giao Hoa Kỳ
- 1955 – Thanh Kim Huệ, nghệ sĩ cải lương người Việt Nam (m. 2021)
- 1991 - Nguyễn Minh Tú, nữ siêu mẫu người Việt Nam
- 1993 – Samuel Umtiti, cầu thủ bóng đá người Pháp gốc Cameroon
- 1999 - Quỳnh Anh, siêu mẫu người Việt Nam
- 2000 – Xiyeon, thành viên nhóm nhạc Pristin

## Mất
- 1849 – Nguyễn Phúc Đài, tước phong Kiến An vương, hoàng tử con vua Gia Long (s. 1795).
- 1993 – Nhà cách mạng Việt Nam Vũ Hồng Khanh (s. 1898).
- 2005 – Đặng Cao Thăng, Hải quân Phó Đề Đốc, Chuẩn tướng Quân lực Việt Nam Cộng hòa (s. 1929).
- 2020 – Armen Borisovich Dzhigarkhanyan, diễn viên Liên Xô người Nga gốc Armenia (s. 1935).[2]

## Ngày lễ và kỷ niệm
- Ngày thiếu nhi tại Ấn Độ, được tổ chức vào ngày sinh nhật của Jawaharlal Nehru (trước đó vào ngày 20 tháng 11).